# Alexandre Polyhistor
Lucius Cornelius Alexander Polyhistor, ou Alexandre Polyhistor (en grec ancien Ἀλέξανδρος ὁ Πολυΐστωρ, le surnom polyhistôr signifiant « très érudit »), est un historien romain ayant vécu au Ier siècle av. J.-C. à l'époque de Sylla. Ses œuvres ne nous sont parvenues qu'à l'état de fragments, et nous le connaissons par ailleurs indirectement grâce aux témoignages d'auteurs chrétiens et de textes très postérieurs comme la Souda.

## Biographie
Selon la Souda, Alexandre Polyhistor est originaire de Milet. Selon Stéphane de Byzance, en revanche, il est natif de Cotiacum, en Phrygie inférieure, et fils d'un nommé Asclépiadès. Cette seconde origine est confirmée par l’Etymologicum Magnum, dans lequel Alexandre est qualifié de Κοτιαεύς (Kotiaeus). Selon la Souda, il est fait prisonnier et devient esclave, puis est vendu à un nommé Cornelius Lentulus, pour le compte duquel il devient pédagogue ; il est enfin affranchi, il prend le nom de son ancien maître, Cornelius (selon l'usage répandu à l'époque). Servius affirme en revanche qu'Alexandre doit son nom romain à Sylla (dont le nom complet était Lucius Cornelius Sulla). 
Il semble assuré que Cornelius Alexandre vit à Rome à l'époque de Sylla (la Souda l'indique et d'autres indices le confirment). La Souda précise qu'Alexandre était un élève de Cratès, et était professeur (grammaticos) de métier. Toujours selon la Souda, Alexandre Polyhistor meurt à Laurentum dans l'incendie de sa maison ; son épouse, Hélène, n'est pas présente au moment de l'incendie, mais se pend en apprenant la mort de son mari. 

## Œuvres
La Souda indique qu'Alexandre Polyhistor était l'auteur d'innombrables livres. Il semble avoir composé de nombreux traités de géographie, auxquels Stéphane de Byzance et Pline l'Ancien se réfèrent fréquemment. Son œuvre la plus importante, comprenant 42 livres, était un traité que Stéphane de Byzance titre Παντοδαπῆς Ὕλης Λόγοι, et qui semble avoir consisté en une présentation de l'histoire et de la géographie de presque tous les pays du monde connu. 
Plusieurs titres de livres nous sont parvenus, mais certains sont des titres de traités à part entière et non de simples divisions des Logoi. Alexandre Polyhistor semble ainsi avoir composé un traité sur la Crète et un traité sur l'Illyrie. 
La Souda indique qu'Alexandre avait composé un traité sur Rome en cinq livres, et qu'il y affirmait qu'il avait existé une femme nommée Moso et que c'était elle qui avait rédigé la loi hébraïque. Servius nous a transmis plusieurs fragments de ce traité.
Plutarque cite un ouvrage de lui sur les musiciens phrygiens. Clément d'Alexandrie et Cyrille citent un traité d'Alexandre sur les symboles des Pythagoriciens. Un long fragment de son Histoire de la Judée nous a été transmis par la citation qu'en fait Eusèbe de Césarée.
Un traité philosophique, les Successions des philosophes, est mentionné à plusieurs reprises par Diogène Laërce.
Les fragments des œuvres historiques d'Alexandre Polyhistor qui nous sont parvenus ont été édités par Felix Jacoby dans les Fragmente der griechischen Historiker (FGrH) sous le numéro 273.